# Нильссон, Пер
Пер Йо́рген Ни́льссон (швед. Per Jörgen Nilsson; род. 15 сентября 1982, Хернёсанд) — шведский футболист, центральный защитник.

## Карьера

### Швеция
Нильссон родился в Хернёсанде и начал карьеру в молодёжной команде футбольного клуба «Стигшё» в 1988 году. В 1991 году он перешёл в молодёжную команду «Тимро», а в 1998 году дебютировал за основную команду этого клуба. Через год Нильссон перешёл в «Сундсвалль», выступавший в первом дивизионе шведского чемпионата. Вместе с новым клубом он поднялся в высший дивизион — Аллсвенскан. Игра Нильссона за «Сундсвалль» впечатлила скаутов столичного клуба АИК, который договорился о его переходе с начала сезона 2002 года. Однако из-за ряда обстоятельств, в том числе травм ведущих игроков, Нильссон по договоренности между клубами перебрался в АИК уже осенью 2001 года. В своем дебютном матче против «Норрчёпинга» он зарекомендовал себя как надежный центральный защитник, однако ряд решений тренера и других обстоятельств не позволили Нильссону закрепиться в основе нового клуба.

### «Одд» и Германия
После неудачного сезона в 2004 году АИК вылетел из Аллсвенскан, и Нильссон покинул клуб, перебравшись в норвежский «Одд» примерно за 3 млн норвежских крон. В августе 2006 года «Одд» отклонил предложение английского «Сандерленда» о переходе Нильссона за 1 миллион фунтов стерлингов. Многие ожидали, что он перейдёт в более амбициозный клуб, однако ни одного серьёзного предложения не поступило, пока 13 июля 2007 года не было объявлено, что Нильссон подписал контракт с клубом второй Бундеслиги «Хоффенхайм». 14 июля 2010 года «Хоффенхайм» продал Нильссона в «Нюрнберг».

### «Копенгаген»
23 мая 2014 года Нильссон перешёл в датский «Копенгаген».

## Достижения
Командные
 «Копенгаген»
- Чемпион Дании: 2015/16
- Обладатель Кубка Дании (2): 2014/15, 2015/16

Индивидуальные
- Kniksen award: Защитник года (2006) в Норвегии
- Verdens Gang: Игрок года (2006) в Норвегии[10].